# Алшех, Элиэзер
Элиэзер Нисим Алшех (12 ноября 1908 — 20 июня 1983) — болгарский и аргентинский художник еврейского происхождения.

## Биография
Родился 12 ноября 1908 в Видине. В 1933 году окончил Мюнхенскую государственную академию художеств, класс Карла Каспара и Адольфа Шинерера. После окончания учёбы жил в Бельгии, Франции, Португалии и Испании. В Болгарию вернулся в 1934 году и устроил первую персональную выставку. В 1935—1936 годах путешествовал по Турции, Греции, Италии, Алжиру и Тунису. Посетил Палестину, картины, написанные там, использовал для персональной выставки в Белграде в 1937 году. После этого отправился в Венецию. Опять вернулся в Болгарию в 1938 году. Был арестован и помещён в трудовой лагерь для евреев, где находился вплоть до 1941 года. В 1946 году провёл свою вторую персональную выставку в Болгарии. Потом поехал в Милан и Венецию, а в 1951 году вместе со своей женой Бронкой Гюровой-Алшех поселился в Буэнос-Айресе. С 1958 года преподавал в Национальном колледже художественных искусств Мануэля Бельграно в Буэнос-Айресе. В 1975 году по приглашению Союза болгарских художников устроил персональную выставку картин, написанных в Аргентине.
Умер 20 июня 1983 года в Буэнос-Айресе.

## Работы
Самые известные картины Алшеха:
- Анверс (1934)
- Венеция (1938)
- Гроздобер (1945)
- Иерусалим (1937)
- Лодки (1937)
- Жатва (1947)

Большинство из них находятся в Национальной галерее в Софии.